# 南鯖石村
南鯖石村（みなみさばいしむら）は、かつて新潟県刈羽郡にあった町。

## 沿革
- 1901年（明治34年）11月1日 - 刈羽郡森近村、石曾根村、山室村、大沢村が合併して、南鯖石村が発足。
- 1957年（昭和32年）7月5日 - 柏崎市に編入され消滅。